# 시큐리티 폴리스

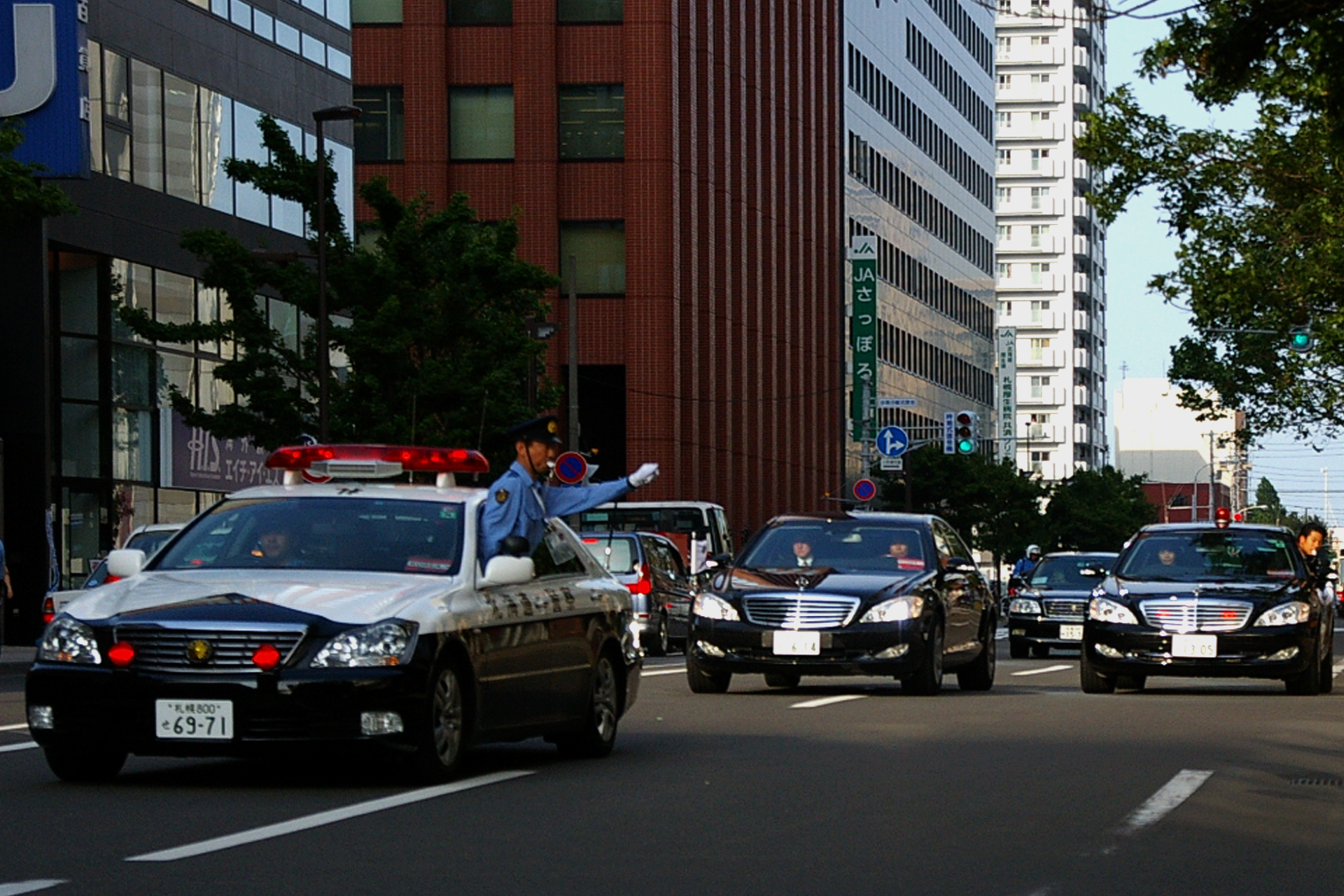
차량 경호 중인 SP.

시큐리티 폴리스(일본어: セキュリティポリス, 영어: Security Police; SP)는 일본에서 요인을 경호하는 임무에 종사하는 경찰관을 말한다.

## 창설
1975년에 일본의 내각총리대신이던 미키 다케오가 전직 총리대신 사토 에이사쿠의 국민장에 참석했을 때 반공 극우 단체인 대일본애국당에 소속된 인물로부터 습격당해 부상을 입는 일이 있었다. 이때까지만 해도 총리대신에 대한 경호는 가능한 한 눈에 띄지 않는 방식으로 이루어졌지만 해당 사건을 계기로 SP라는 공식 조직을 창설하고 그 존재도 대외적으로 알려 괴한의 습격을 억제코자 했다.
일본 SP 창설에 영감을 준 건 미국에서 요인 경호 업무를 담당하는 미국 비밀경호국(USSS)이다. 미키 습격 사건이 발생하기 1년 전인 1974년 미국의 대통령 제럴드 포드가 일본을 방문했는데 당시 USSS의 경호 방식이 경시청 경비부 간부들에게 강한 인상을 남겼던 것이다. USSS는 대통령과 부통령 주변을 감싸면서 재빠르게 권총을 뽑을 수 있도록 양복의 단추를 풀고 있는 등 합리적인 경호를 실시했던 것이다.
SP는 USSS를 참고삼아 훈련을 실시했다. SP라는 약칭도 USSS를 본딴 것이다. 애초에 영어 표현인 Security Police는 본래 공안경찰을 뜻한다.

## 직무
SP의 직무는 어디까지나 원내 정당의 대표, 일본을 방문하는 각국 요인 등 법률이 규정한 경호대상자가 자택을 나서 귀가할 때까지의 신변 경호에 국한되며 범죄 수사, 지역 경계, 교통 단속 등은 SP의 직무에 포함되지 않는다.
일본의 천황을 비롯한 일본 황실 구성원의 신변 경호는 일본 경찰청의 부속기관인 황궁경찰본부 소속 황궁호위관 중에서 신변 경호에만 종사하는 시위관을 뽑아 담당케 한다. 경시청 경비부 경호과는 황궁 주변 경비 업무만 수행하며 필요할 때는 후방 지원을 한다. 한편 천황이 행행 등을 할 때는 경시총감이나 도부현경찰본부장이 제복을 입고 권총을 소지한 상태로 시중하는 것이 관례다.

### 경호대상
「경찰법 시행령」 제13조에 규정된 경호대상은 일본의 내각총리대신, 국빈, 기타 신변에 위해가 가해지면 안보와 질서에 악영향을 미칠 우려가 있는 자다.
구체적으로는 내각총리대신, 중의원 의장, 참의원 의장, 최고재판소 장관, 중·참의원 부의장, 국무대신, 전직 총리대신, 원내 정당 대표, 여당 집행부 당직자, 일본 주재 주요 국가 대사, 지방공공단체장이 경호대상이 된다. USSS와 달리 총리대신 등의 가족은 경호 대상이 아니다. 다만 2022년 7월에 발생한 아베 신조 피살 사건 당시 아베 신조가 나라현립 의과대학 부속병원으로 이송되는 동안 부인 아베 아키에에게 예외적으로 경호가 이루어진 적이 있다.
원내 정당의 대표는 요청이 있을 때만 경호가 이루어진다. 법령에 규정되어 있지 않으므로 일반 국회의원은 요청 여부와 무관하게 SP의 경호 대상에 해당하지 않는다. 따라서 국회의원들은 경비회사를 통해 개별적으로 보디가드를 고용하기도 한다. 다만 국정과 관련하여 보료쿠단, 우익 단체, 극좌 폭력 집단 등으로부터 목숨의 위협을 받을 때에는 요청이 있을 때 경호가 이루어질 수 있다. 한편 국회의사당 내에서는 위시가 신변 경호를 담당한다. 입법부가 행정부에 속하는 경찰에 경비를 맡길 수 없다는 것이 이유다.
일본 경제 단체 연합회장은 민간인이지만 과거에 SP의 경호를 받은 적이 있었다. 노무라 슈스케가 이끄는 우익 단체가 1977년에 경단련 회관을 습격한 사건이 발생한 뒤로 SP의 경호를 받다가 2010년에 경호 업무가 종료되었다. 이는 불경기 극복을 위해 총리대신 하토야마 유키오가 정규직 고용을 늘리길 원했으나 당시 경단련은 정규직을 한 명이라도 더 비정규직으로 전환하고 있었다. 이러한 갈등 속에서 경찰청이 이례적으로 경시청에 지시하여 경단련 회장이 SP의 경호 대상에서 제외되었다.

## 조직
조직 편제는 경시청 경비부 경호과에 해당한다. 경호과 산하에 서무를 담당하는 경호관리계, 총리대신 경호를 담당하는 경호1계, 국무대신 경호를 담당하는 경호2계, 외국 요인과 기동 경호를 담당하는 경호3계, 도쿄도지사와 원내 정당 수뇌부 요인 경호를 담당하는 경호4계가 있다. 총리대신 관저 경비대도 경호과 산하에 편제되어 있는데 경비대는 관저 시설 경비 업무만을 수행할 뿐 신변 경호는 담당하지 않아 SP에 속하지는 않는다.
경시청 이외 각 도부현의 경찰본부에도 경호 담당 부서가 존재한다. 예를 들어 오사카부경과 교토부경은 경위경호과가 있고 가나가와현경은 공안과가 경호 담당 부서다. 규모가 작은 도부현의 경찰본부는 경비부 경비과 경위경호계처럼 소수로 구성된 조직을 둔다. 총리대신이 지방 시찰을 갈 때에는 경시청의 경호1계가 근접 경호를 담당하고 차량 경호나 후방 지원은 각 도부현경찰본부의 경호 담당 부서가 담당하는 식으로 업무를 분담한다.

## 같이 보기
- 황궁호위관
- 미국 비밀경호국